# Hanon Reznikov
Hanon Reznikov, pseudonimo di Howard Reznick (New York, 23 settembre 1950 – New York, 3 maggio 2008), è stato un attore e regista teatrale statunitense.
Fu condirettore del Living Theatre insieme a Judith Malina, dopo la morte di Julian Beck nel 1985. I due si sono sposati nel 1988.
Sebbene il suo cognome fosse Reznick, adottò lo pseudonimo di Reznikov che era il cognome originale della sua famiglia prima dell'emigrazione negli Stati Uniti.
Il suo primo contatto col Living fu nel 1968, quando, ai tempi in cui era studente all'Università di Yale, assistette a uno spettacolo a New York. Entrò nella compagnia nel 1977. Scrisse e diresse numerose produzioni del Living, tra cui Anarchia, And Then The Heavens Closed, The Body of God, Capital Changes, Clearing The Streets, Code Orange Cantata, A Dream Of Water, Enigmas, The Rules of Civility, Utopia e The Zero Method.
A causa di una polmonite ebbe un ictus il 13 aprile 2008, in seguito al quale fu messo in coma farmacologico. Morì per complicazioni indotte dalla polmonite il 3 maggio 2008 a 57 anni. Ha un fratello di nome Dr. James Reznick, un cardiologo che vive in California.